# L’Anno 3000

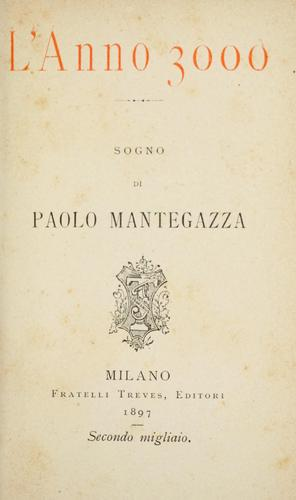
Titelseite der Erstausgabe 1897

L’Anno 3000 („Das Jahr 3000“) ist ein utopischer Roman des italienischen Schriftstellers und Arztes Paolo Mantegazza aus dem Jahr 1897.

## Inhalt
Es handelt sich um einen Kurzroman, der den typischen utopischen Prognosen über das Leben und die Gesellschaft in der Zukunft folgt. Diese waren Ende des 19. Jahrhunderts in den westlichen Ländern üblich, deren Einwohner sehr begeistert von den fantastischen und äußerst raschen neuen Errungenschaften von Wissenschaft und Technik waren. Das kam durch die industrielle Revolution und neue Energieformen wie die Elektrizität. Auch die Fülle von Erfindungen, die während der Industrialisierung gemacht wurden, wie zum Beispiel der Telegraf, das Telefon, das elektrische Licht, der Phonograph, Dampfmaschinen, Verbrennungs- und Elektromotoren usw. bestärkte dies.

## Geschichte
In diesem Buch sieht Mantegazza mit großer Genauigkeit wichtige, soziale und wirtschaftliche Bewegungen und weltpolitische Veränderungen voraus, die in den letzten Jahrzehnten des 20. Jahrhunderts tatsächlich eingetreten sind. Dazu gehört zum Beispiel die Niederlage des kommunistischen Regimes und das Auftreten der Organisation der Vereinten Nationen und der Europäischen Gemeinschaft.

## Ausgaben
- L’Anno 3000. Sogno. Treves, Milano 1897. (Digitalisat). – Neuausgabe: L’Anno 3000. Viaggio verso Andropoli. Tipheret, Rom 2010, ISBN 978-88-649-6028-9.
  - Das Jahr 3000. Ein Zukunftstraum. Costenoble, Jena 1897. – Neuausgabe: Das Jahr 3000. Ein Zukunftstraum. Verlag von Reeken, Lüneburg 2012, ISBN 978-3-940679-67-3.
- http://www.intratext.com/X/ITA1698.HTM Buch im Volltext